# شهرستان جیان
شهرستان جیان (به لاتین: Ji'an County) یک منطقهٔ مسکونی در چین است که در ژی ان واقع شده‌است.